# Володченко Микола Герасимович
Володченко Микола Герасимович (нар. 20 листопада 1862, Глухів — після 24 вересня 1945, м. Харбін, Китай) — військовий діяч, генерал-поручник Армії УНР. 

## Життєпис
Народився в м. Глухів. Закінчив 3-тю Петербурзьку військову гімназію, Михайлівське артилерійське училище (1884), Імператорську військову академію (1892). Учасник російсько-японської війни 1904– 05. У роки Першої світової війни — командир дивізії на Південно-Західному фронті. 
Після Лютневої революції 1917 певний час очолював цей фронт, сприяв українізації його частин, зокрема, формуванню Першого українського корпусу і 2-го Січового запорізького корпусу. У вересні 1917 розробив проект підпорядкування Півд.-Західного і Румунського фронтів Українській Центральній Раді. За відмову виконувати накази більшовицького командування усунутий з посади.
В грудні 1917 року покинув Ставку та поїхав до Одеси. Згодом емігрував на Далекий Схід у 1920. Працював начальником внутрішньої охорони поліції Китайсько-Східної залізниці під китайським управлінням. 
В травні 1945 проживав у Харбіні. 24 вересня 1945 заарештований органами СМЕРШ, помер в ув'язненні до завершення слідства. 